# Jargonbrigade
De Jargonbrigade is een activiteit van jongerenorganisatie de Nationale Jeugdraad (NJR), die in Nederland het taalgebruik van Tweede Kamerleden controleert op begrijpelijkheid. Jaarlijks reikt de brigade de 'Zwetsprijs' uit voor het Kamerlid dat volgens de brigade de meeste wartaal spreekt, en de 'Klare Taalprijs' voor het duidelijkst sprekende Kamerlid.
De jargonbrigade hanteert een aantal criteria om klare taal en gezwets te analyseren. Deze zijn: intonatie, bondigheid, snelheid, woordkeuze, concreetheid en overzichtelijkheid.

## Geschiedenis

### 2002 - 2015
In de periode 2002 tot 2015 was de Jargonbrigade actief tijdens de jaarlijkse Algemene Politieke Beschouwingen in de Tweede Kamer. Op basis van deze debatten werd bepaald wie ervandoor gingen met de Klare Taalprijs en Zwetsprijs.

### Vanaf 2020
Sinds 2020 analyseert een werkgroep van jongeren het taalgebruik van alle fractievoorzitters. Per prijs worden er verschillende politici genomineerd door de werkgroep. Daarna vindt een online verkiezing plaats en kunnen jongeren uit heel Nederland meebepalen wie de uiteindelijke winnaars worden. Alle jongeren uit Nederland (12–29 jaar) mogen meestemmen. De werkgroep roept de winnaars vervolgens op Verantwoordingsdag ter verantwoording voor hun taalgebruik en reikt de prijzen uit.

## Ontvangers van de Zwetsprijs
- 2002 - Maria van der Hoeven (Kamerlid CDA)
- 2003 - Maxime Verhagen (fractievoorzitter CDA)
- 2004 - Bert Koenders (Kamerlid PvdA)
- 2005 - Bas van der Vlies (fractievoorzitter SGP)
- 2006 - Maxime Verhagen (fractieleider CDA)
- 2007 - Pieter van Geel (fractievoorzitter CDA)
- 2008 - Mariëtte Hamer (fractievoorzitter PvdA)
- 2009 - Agnes Kant (fractievoorzitter SP)
- 2010 - Stef Blok (fractievoorzitter VVD)
- 2011 - Sybrand van Haersma Buma (fractievoorzitter CDA)
- 2012 - Bram van Ojik (fractievoorzitter GroenLinks)
- 2013 - Halbe Zijlstra (fractievoorzitter VVD)
- 2014 - Halbe Zijlstra (fractievoorzitter VVD)
- 2015 - Halbe Zijlstra (fractievoorzitter VVD)
- 2016 - Niet uitgereikt
- 2017 - Niet uitgereikt
- 2018 - Niet uitgereikt
- 2019 - Niet uitgereikt
- 2020 - Klaas Dijkhoff (fractievoorzitter VVD)
- 2021 - Niet uitgereikt
- 2022 - Thierry Baudet (fractievoorzitter FvD)
- 2023 - Niet uitgereikt

## Ontvangers van de Klaretaalprijs
- 2002 - Harry van Bommel (Kamerlid SP)
- 2003 - Boris Dittrich (Kamerlid D66)
- 2004 - Boris van der Ham (Kamerlid D66)
- 2005 - Jan Marijnissen  (fractievoorzitter SP)
- 2006 - Femke Halsema (fractievoorzitter GroenLinks)
- 2007 - Geert Wilders (fractievoorzitter PVV)
- 2008 - Alexander Pechtold (fractievoorzitter D66)
- 2009 - Mark Rutte (fractievoorzitter VVD)
- 2010 - Emile Roemer (fractievoorzitter SP)
- 2011 - Alexander Pechtold (fractievoorzitter D66)
- 2012 - Alexander Pechtold (fractievoorzitter D66)
- 2013 - Diederik Samsom (fractievoorzitter PvdA)
- 2014 - Alexander Pechtold (fractievoorzitter D66)
- 2015 - Geert Wilders (fractieleider PVV) en Jesse Klaver (fractievoorzitter GroenLinks)
- 2016 - Niet uitgereikt
- 2017 - Niet uitgereikt
- 2018 - Niet uitgereikt
- 2019 - Niet uitgereikt
- 2020 - Lilian Marijnissen (fractievoorzitter SP)
- 2021 - Niet uitgereikt
- 2022 - Gert-Jan Segers (fractievoorzitter ChristenUnie)
- 2023 - Lilian Marijnissen (fractievoorzitter SP)[5]
- 2024 - Caroline van der Plas (fractievoorzitter BBB)